# Pangrapta parvula
Pangrapta parvula är en fjärilsart som beskrevs av John Henry Leech 1900. Pangrapta parvula ingår i släktet Pangrapta och familjen nattflyn. Inga underarter finns listade i Catalogue of Life.